# Charmosyna toxopei
Charmosyna toxopei е вид птица от семейство Папагалови (Psittaculidae). Видът е критично застрашен от изчезване.

## Разпространение
Видът е разпространен в Индонезия.